# Molophilus triepiurus
Molophilus triepiurus là một loài ruồi trong họ Limoniidae. Chúng phân bố ở miền Australasia.